# Un día normal
Un día normal es el título del segundo álbum de estudio en solitario grabado por el cantautor colombiano Juanes. Fue lanzado al mercado por la empresa discográfica Universal Music Latin el 21 de mayo de 2002. El álbum fue producido por el propio artista y co-producido por Gustavo Santaolalla, y Aníbal Kerpel. El álbum ha vendido dos millones de copias. 
El 20 de mayo de 2022 el disco fue relanzado con motivo del 20 aniversario de su lanzamiento que incluye las canciones remasterizadas y con demos de cada una de las canciones.

## Lista de canciones
- Todas las canciones escritas y compuestas por Juanes, excepto, donde se indica.

| Un día normal |                                  |              |          |  |
| N.º           | Título                           | Escritor(es) | Duración |  |
| 1.            | «A Dios le pido»                 |              | 3:26     |  |
| 2.            | «Es por ti»                      |              | 4:11     |  |
| 3.            | «Un día normal»                  |              | 3:44     |  |
| 4.            | «La paga»                        |              | 3:25     |  |
| 5.            | «La única»                       |              | 3:02     |  |
| 6.            | «Luna»                           |              | 3:30     |  |
| 7.            | «Día lejano»                     |              | 3:33     |  |
| 8.            | «Mala gente»                     |              | 3:18     |  |
| 9.            | «Fotografía» (con Nelly Furtado) |              | 3:59     |  |
| 10.           | «Desde que despierto»            |              | 3:50     |  |
| 11.           | «La historia de Juan»            |              | 3:37     |  |
| 12.           | «La noche»                       | Joe Arroyo   | 2:58     |  |
| 42:35         |                                  |              |          |  |

## Sencillos

### A Dios le pido
A finales de marzo de 2002, el primer sencillo de Un día normal es enviado a estaciones de radio en todo Estados Unidos y Latinoamérica y España. Titulado «A Dios le pido», la canción es una oración alegre que pide que Dios bendiga y proteja a nuestras familias, futuros hijos y seres más cercanos. La canción rápidamente se vuelve un himno para la paz en todo Latinoamérica alcanzando la posición #1 en doce países en tres continentes. A Dios le pido, está 47 semanas consecutivas en la lista de Hot Latin Tracks (la mayoría en la posición 5) de Billboard. En Colombia, la canción permanece más de cuatro meses en la primera posición.  Hasta el momento el álbum ha registrado ventas de más de 5 millones de copias en todo el mundo. “una oración de paz con sombría intensidad”-New York Times
“un aliento para una nación sumida en la guerra.” –Associated Press
“…el mejor sencillo del año” –Chicago Sun Times
“un clásico instantáneo” –L.A. New Times
“…—sagrado y sexy, un pedido por la vida, una petición por un minuto más de vida para decir Te amo a los que nos importan.”-Chicago Tribune

### Un día normal
Además del éxito de «A Dios le pido», canciones como «Es por ti», «Mala gente», «Un día normal», «La luna» y el dueto con Nelly Furtado, «Fotografía», demuestran la diversidad de Juanes, desde temas achispados y roqueros hasta las baladas más sinceras. En el tono de este álbum se ve a Juanes revelar sentimientos más alegres. Si en Fíjate Bben se relataba peligro y tristeza que hay que superar, Un día normal se fija en las cosas importantes por las cuales vivimos: familia, espiritualidad, amor y pasión. El mismo Juanes profesa que el álbum es la madrugada después de la noche oscura de Fíjate bien. Claro que Un día normal también expone su capacidad interpretativa en la guitarra (ahora más variada) y letras que generan reacciones en el corazón.

## Ventas
Un día normal alcanzó álbum de Oro por ventas en Colombia con solo un día en el Mercado. Siguiendo su recorrido hasta alcanzar disco de platino y multi-platino en numerosos países incluyendo Colombia, México, España y en el Mercado Americano. El álbum debuta en la posición #2 de los Billboards “Top Latin Álbumes” y (desde abril de 2003 cuando fue escrita esta cronología) todavía sigue en los Top 10 después de 47 semanas consecutivas. Durante esta cronología, Un día normal ha vendido más de 500.000 copias en los Estados Unidos, y sobre 2 millones de unidades a nivel mundial. Este año y desde su lanzamiento, Un día normal ha llegado a ser el álbum más vendido con el material más original del mundo.

## Recepción crítica
Al descubrir Fíjate bien, críticos latinos a través de América y el mundo reaccionaron con Un día normal como un álbum eterno de un artista vital:
- “El primer gran disco del año… canciones que te llenan de vida y unos clásicos intemporales..”- Newsday
- “Juanes es la voz de la esperanza…una voz desafiante a la vida y a la nueva fe en el amor y las armonías poderosas de la música pop latina” – Washington Post
- “El mejor disco del año…una excepcional pieza de arte sin lugar a dudas” – Dallas Morning News

## Interpretaciones en vivo
El 1 de junio de 2002, Juanes y Nelly Furtado realizaron juntos «Fotografía» durante la transmisión de los premios Alma en ABC’S. 
A mediados de julio de 2002, Juanes realiza dos conciertos en los dos teatros más grandes de Nueva York, grabando un especial de TV “One World Jam” en el Radio City Music Hall y seguido del concierto especial en el Madison Square Garden: Pa’ Colombia: Un Canto Por La Paz. En el escenario del Madison Square Carden, se le da entrega a Juanes del disco de oro y de platino por ventas de su álbum Un día normal en España, Colombia y los Estados Unidos.
Aunque Un día normal se lanzó después de la fecha máxima de elegibilidad para los Premio Grammy Latinos, el anticipado lanzamiento radial de “A Dios le pido” quedó dentro de la fecha pactada. De ahí, el 24 de julio, Juanes recibe tres nominación más por “Canción del Año,” “Mejor Canción Rock,” y “Mejor video musical.” 
En agosto de 2002, Las ventas en USA por Un día normal continúan aumentando y el álbum alcanza la posición #1 en la lista de ventas Latinas del Soundscan.
El 4 de septiembre de 2002, MTV Latinoamérica anuncia que Juanes es el nominado principal de la inauguración de los MTVLA Video Music Awards.
En la tercera entrega de los Premios Grammy Latinos el 18 de septiembre, el dúo de Juanes con Nelly Furtado gana su cuarto Grammy Latino.
El 20 de septiembre de 2002, Juanes se presenta como artista principal en El Hispanic Heritage Award en El Kennedy Center en Washington, D.C.. Grabado como una televisión nacional especial para NBC, al final se ve a Ricky Martin, Rosalyn Sánchez, Jaci Velásquez y muchos más unidos cantando con Juanes «A Dios le pido». 
Juanes empieza inmediatamente su primera gira en los Estados Unidos con un concierto completamente vendido en Washington D.C. Con filas de admiradores alrededor del recinto, y con la asistencia del Presidente y el Embajador colombiano, así como la Reina Noor de Jordania. La gira termina con conciertos completamente vendidos y con estupendas críticas:
- “Juanes probó con su presentación que su música es aún más poderosa e impactante en concierto… juzgando por su actuación, Juanes permanece fiel a sus raíces y a su corazón.” – Los Angeles Times
- “Juanes se afianzó como un artista real, para el que actuar es tan natural como el respirar, un artista que ejecuta temas reales que provocan sentimientos reales, con una autoridad como la que pocos vocalistas pueden” - Miami Herald

El 24 de octubre de 2002, Juanes se presentó en la ceremonia de los MTV Video Music Awards, acompañado por su compañero Molotov de la compañía discográfica. Durante la exposición, Juanes gana el premio como “Mejor Artista Masculino del Año”., y en la misma semana Juanes obtenía la posición #1 en los “Billboards Heatseeker”.
Después de realizar una segunda gira de concierto en los EE.UU. e internacionalmente, Juanes completa el año con Un día normal dentro de los top 10 de críticas múltiples.

## Información del álbum
El álbum tuvo un gran éxito en América Latina. Fue certificado oro en Colombia durante su primer día de ventas y fue certificado platino y multi-platino en países como Colombia, Estados Unidos, México y España. El álbum pasó 92 semanas en el top ten de los mejores álbumes de Billboard Latino gráfico, estableciendo un nuevo récord y pasó un total de dos años en el gráfico.
El álbum también incluye Fotografía, un tema a dúo con la cantante canadiense Nelly Furtado. Todas las canciones del álbum fueron escritas por el mismo Juanes, a excepción de La noche, un tema escrito y popularizado en la década de 1990, por el cantante colombiano Joe Arroyo.
El álbum fue nominado al Premio Grammy al Mejor Álbum de Rock Latino/Alternativo en los 45°. edición anual de los Premios Grammy celebrados el domingo 23 de febrero de 2003, perdiendo contra Revolución de amor de Maná.
El álbum ganó seis Premios Grammy Latinos, uno en la 3ra. entrega en 2002 por Mejor Canción Rock por A Dios le pido y cinco en la 4ta, entrega en 2003 por Álbum del Año, Canción del Año (Es por ti), Grabación del Año (Es por ti), Mejor Álbum de Rock y Mejor Canción Rock (Mala gente).

## Posicionamiento en las listas

### Weekly charts
| Chart (2002/2004)                                    | Peak position |
| ---------------------------------------------------- | ------------- |
| Bélgica Belgium (Wa) Albums Chart                    | 91            |
| República Dominicana Dominican Republic Albums Chart | 1             |
| Países Bajos Netherlands Albums Chart                | 28            |
| Portugal Portugal Albums Chart                       | 2             |
| Suiza (IFPI)                                         | 80            |
| España (PROMUSICAE)                                  | 37            |
| Estados Unidos Billboard 200                         | 110           |
| Estados Unidos U.S. Top Latin Albums                 | 1             |
| Estados Unidos U.S. Top Latin Pop Albums             | 1             |
| Uruguay (CUD)                                        | 3             |

### Sucesión y posicionamiento
| Predecesor: Sincero de Chayanne | U.S. Billboard Top Latin Albums — Álbum N°. 1 20 de septiembre de 2003 - 17 de octubre de 2003 | Sucesor: 33 de Luis Miguel |

| Predecesor: Grandes éxitos de Chayanne                     | U.S. Billboard Latin Pop Albums - Álbum N°. 1 (Primera vuelta) 10 de agosto de 2002 - 16 de agosto de 2002      | Sucesor: Acústico de Ednita Nazario                     |
| Predecesor: Almas del silencio de Ricky Martin             | U.S. Billboard Latin Pop Albums — Álbum N°. 1 (Segunda vuelta) 30 de agosto de 2003 - 12 de septiembre de 2003  | Sucesor: Sincero de Chayanne                            |
| Predecesor: Sincero de Chayanne                            | U.S. Billboard Latin Pop Albums — Álbum N°. 1 (Tercera vuelta) 20 de septiembre de 2003 - 17 de octubre de 2003 | Sucesor: 33 de Luis Miguel                              |
| Predecesor: La historia de A.B. Quintanilla & Kumbia Kings | U.S. Billboard Latin Pop Albums — Álbum N°. 1 (Cuarta vuelta) 3 de enero de 2004 - 9 de enero de 2004           | Sucesor: La historia continúa... de Marco Antonio Solís |
| Predecesor: La historia continúa... de Marco Antonio Solís | U.S. Billboard Latin Pop Albums — Álbum N°. 1 (Quinta vuelta) 24 de enero de 2004 - 30 de enero de 2004         | Sucesor: La historia de Kumbia Kings                    |